# Bande des 23 cm
La bande 1240 MHz désignée aussi par sa longueur d'onde, soit  bande des 23 centimètres, est une bande du service radioamateur destinée à établir des radiocommunications de loisir. Cette bande est utilisable en permanence pour le trafic radio local et pour le trafic radio relayé.

## La bande des 23 centimètres dans le monde
- la bande des 23 centimètres est de 1240 à 1300 MHz dans le monde par l’UIT [1]. Mais la bande change en fonction des pays.

## Historique
- Depuis le 1er janvier 1949 la bande est utilisable par le service d'amateurs de classe HAREC [2].

## La bande des 23 centimètres enFrance
Pour la France la bande est partagée entre plusieurs services. (Radionavigation, Radiolocalisation et Radars WPR)

## La manœuvre d’une stationradioamateur
Pour manœuvrer une station radioamateur dans cette bande, il est nécessaire de posséder un Certificat d'opérateur du service amateur de classe 1 ou 2.

## Répartition des fréquences de la bande 1240 à 1300 MHz enFrance
| Fréquences en MHz   | Utilisations radioamateur et autres services et modes                              |
| ------------------- | ---------------------------------------------------------------------------------- |
| 1240.000 à 1260.000 | Relais Télévision Radioamateurs en F.M./Digimodes                                  |
| 1260.000 à 1270.000 | Satellite radioamateurs en F.M./U.S.B./C.W./Digimodes                              |
| 1270.000 à 1272.000 | Radioamateurs en Fax/R.T.T.Y./F.M./U.S.B./C.W./Digimodes                           |
| 1272.000 à 1291.000 | Sortie relais télévision Radioamateurs                                             |
| 1291.000 à 1296,000 | Entrées relais Radioamateurs en F.M.                                               |
| 1296.000 à 1296.025 | Radioamateurs par réflexion sur la lune "EME" (atténuation 271 dB ) en C.W./U.S.B. |
| 1296.025 à 1296.135 | Radioamateurs en C.W.                                                              |
| 1296.138            | Radioamateurs par PSK31 en Digimodes                                               |
| 1296.140 à 1296.150 | Radioamateurs en C.W.                                                              |
| 1296.150 à 1296.190 | Radioamateurs en C.W./U.S.B.                                                       |
| 1296.200            | Fréquence d’appel Radioamateurs en C.W./U.S.B.                                     |
| 1296.210 à 1296.375 | Radioamateurs en C.W./U.S.B.                                                       |
| 1296.400 à 1296.800 | Radioamateurs en Fax/R.T.T.Y./F.M./U.S.B./C.W./Digimodes                           |
| 1296.800 à 1296.990 | Balises en C.W.                                                                    |
| 1297.000 à 1297.475 | Sortie relais Radioamateurs en F.M.                                                |
| 1297.500            | Fréquence d’appel Radioamateurs en F.M.                                            |
| 1297.525 à 1297.981 | Radioamateurs en F.M.                                                              |
| 1298.000 à 1300.000 | Radioamateurs en F.M./U.S.B./Digimodes/numériques                                  |

## Les antennes
Les antennes les plus utilisées sur cette bande :
- Antenne Yagi
- Antenne losange
- Antenne log-périodique
- Antenne hélice axiale
- Antenne parabolique
- Réseaux d'antennes
- Antenne colinéaire
- Antenne ground plane
- Antenne fouet
- Antenne dipolaire ou dipôle
- Antenne dièdre

## Propagation

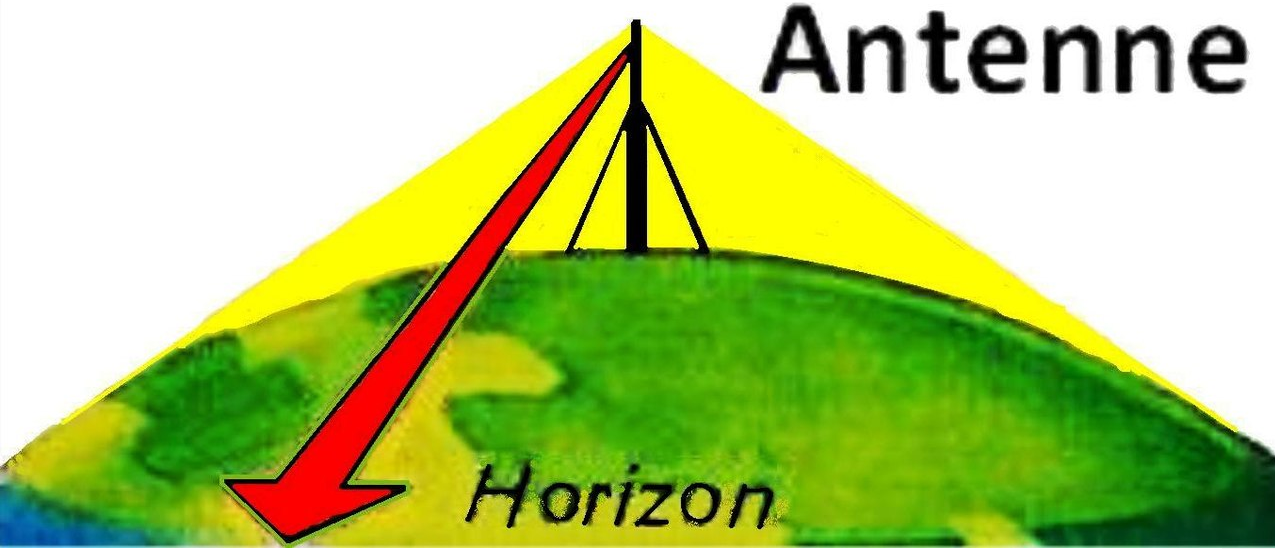
Propagation locale sur la bande UHF

Zone de Fresnel: d est la distance entre l'émetteur et le récepteur.

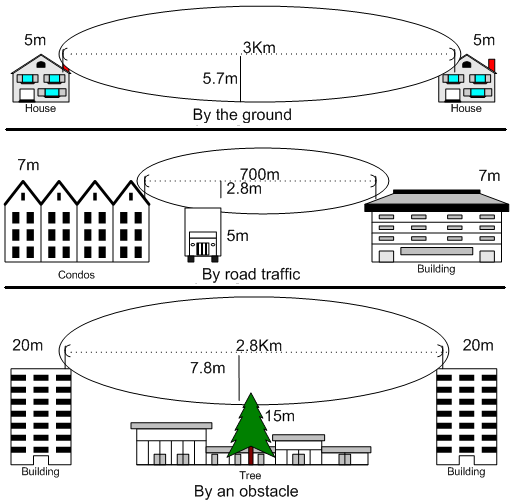
Propagation locale sur la bande UHF

### La propagation locale
La propagation est dans une zone de réception directe (quelques dizaines de kilomètres) en partant de l’émetteur. 
- La propagation est comparable à celle d’un rayon lumineux.
- Les obstacles sur le sol prennent une grande importance.
- En absence d'obstacles, la portée radio est fonction de la courbure de la terre et de la hauteur des antennes d’émission et de réception selon la formule:

- {\displaystyle d=3,5\times \ ({\sqrt {h1}}\ +{\sqrt {h2}})}
- d est la portée radio en km (sans obstacles intermédiaires.)
- h1 est la hauteur de l’antenne d’émission en mètres au-dessus de la hauteur moyenne du sol.
- h2 est la hauteur de l’antenne de réception en mètres au-dessus de la hauteur moyenne du sol.

### Relais
La fonction des relais radioamateurs désigne des répéteurs terrestre (émetteurs/récepteurs) exploités pour permettre les communications dans les deux sens (duplex). Les répéteurs sont placés sur des points hauts et permettent d'étendre la portée des stations radioamateurs. Un radioamateur exploitant un émetteur de faible puissance peut déclencher un répéteur et bénéficier de la portée plus grande du répéteur avec un meilleur signal radio dans des vallées encaissées, des zones masquées, des forêts denses, dans des zones urbaines. Il permet d'étendre la zone de couverture des stations de radio, en réamplifiant les signaux des canaux reçus qui sont relayés localement en sortie dans la bande avec un shift en fréquence d'entrée du répéteur variable dans chaque pays et/ou région.

### La propagation au-delà de l’horizon
Cependant on observe des réceptions sporadiques à grande distance  :
- Très bonnes réflexions sur les aéronefs vers toutes les stations UHF en vue directe de cet aéronef.
- Très bonnes réflexions sur des bâtiments vers toutes les stations UHF en vue directe de ces bâtiments: (Tour Eiffel, Tour Montparnasse etc.…
- "EME" Réflexion volontaire sur la lune vers tous pays en vue directe de cet astre (sans couverture nuageuse).
- Diffusion et réfraction atmosphérique en fonction de certaines conditions [5]..